# Tề Thành công
Tề Thành công (chữ Hán: 齊成公; trị vì: 803 TCN – 795 TCN), tên thật là Khương Thoát (姜脫), là vị vua thứ 11 của nước Tề - chư hầu nhà Chu trong lịch sử Trung Quốc.
Ông là con trai của Tề Văn công – vua thứ 10 nước Tề. Năm 804 TCN, Văn công qua đời, Khương Thoát lên nối ngôi.
Sử không ghi chép những sự kiện trong thời gian ông làm vua. Năm 795 TCN, Tề Thành công mất. Ông ở ngôi tất cả chín năm. Con ông là Khương Cấu lên làm vua, tức là Tề Trang công.